# Tupoljev Tu-204
Tupoljev Tu-204 je dvomotorno ozkotrupno reaktivno potniško letalo, ki ga je zasnoval ruski biro Tupoljev. Proizvajata ga podjetji Aviastar SP in Kazansko letalsko podjetje. Prvič je poletel leta 1989 in sodi v isto kategorijo kot na primer Boeingu 757. Razvit je bil za njihovo domačo letalsko družbo Aeroflot, kot bolj ekonomični naslednik trimotornega Tupoljev Tu-154. Izboljšana verzija Tu-204SM ima precej novosti in je prvič poletela leta 2010.. Sicer Tu-204 ni najbolj popularno letalo pri letalskih družbah, v njegovih prvih dvajsetih letih so zgradili samo 74 letal.
Tu-204 je bil načrtovan kot večnamenska družina letal: potniška, tovorna, kombinirana (tovor in potniki skupaj) in konvertibilna različica. Poganjajo ga lahko ruski motorji Aviadvigatel PS-90 ali pa britanski Rolls-Royce RB211. Proizvajajo ga v dveh največjih letalskih tovarnah v Rusiji, in sicer v mestih Uljanovsk (Aviastar, Tu-204) in Kazan (Tu-214).

## Tehnične specifikacije
|                           | 204-100                                                | 204-120                                                | 214                                                | 204-300                                            | 204SM                                              |
| ------------------------- | ------------------------------------------------------ | ------------------------------------------------------ | -------------------------------------------------- | -------------------------------------------------- | -------------------------------------------------- |
| Posadka                   | 3                                                      | 3                                                      | 3                                                  | 3                                                  | 2                                                  |
| Število potniških sedežev | 190–210 (1-razred, standard) 172 (2-razreda, standard) | 190–210 (1-razred, standard) 172 (2-razreda, standard) | 210 (1-razred, standard) 180 (2-razreda, standard) | 156 (1-razred, standard) 142 (2-razreda, standard) | 194 (1-razred, standard) 176 (2-razreda, standard) |
| Dolžina                   | 46.14 m                                                | 46.14 m                                                | 46.14 m                                            | 40.19 m                                            | 46.14 m                                            |
| Razpon kril               | 41.8 m                                                 | 41.8 m                                                 | 41.8 m                                             | 41.8 m                                             | 41.8 m                                             |
| Višina                    | 13.9 m                                                 | 13.9 m                                                 | 13.9 m                                             | 13.9 m                                             | 13.9 m                                             |
| Širina trupa              | 3.8 m                                                  | 3.8 m                                                  | 3.8 m                                              | 3.8 m                                              | 3.8 m                                              |
| Višina trupa              | 4.1 m                                                  | 4.1 m                                                  | 4.1 m                                              | 4.1 m                                              | 4.1 m                                              |
| Širina kabine             | 3.57 m                                                 | 3.57 m                                                 | 3.57 m                                             | 3.57 m                                             | 3.57 m                                             |
| Višina kabine             | 2.16 m                                                 | 2.16 m                                                 | 2.16 m                                             | 2.16 m                                             | 2.16 m                                             |
| Maks. vzletna teža MTOW   | 103.000 kg (227.000 lb)                                | 103.000 kg (227.000 lb)                                | 110.750 kg (244.160 lb)                            | 107.500 kg (237.000 lb)                            | 105.000 kg (231.000 lb)                            |
| Maks. pristajalna teža    | 88.000 kg (194.000 lb)                                 | 88.000 kg (194.000 lb)                                 | 93.000 kg (205.000 lb)                             | 88.000 kg (194.000 lb)                             | 89.500 kg (197.300 lb)                             |
| Maks. tovor               | 21.000 kg (46.000 lb)                                  | 21.000 kg (46.000 lb)                                  | 25.200 kg (55.600 lb)                              | 18.000 kg (40.000 lb)                              | 23.000 kg (51.000 lb)                              |
| Vzletna razdalja pri MTOW | 2.250 m (7.380 ft)                                     | 2.250 m (7.380 ft)                                     | 2.250 m (7.380 ft)                                 | 2.500 m (8.200 ft)                                 | 1.800 m (5.900 ft)                                 |
| Največja višina leta      | 12.600 m (41.300 ft)                                   | 12.600 m (41.300 ft)                                   | 12.100 m (39.700 ft)                               | 12.100 m (39.700 ft)                               | 12.100 m (39.700 ft)                               |
| Potovalna hitrost         | 810 do 850 km/h (503 mph do 528 mph)                   | 810 do 850 km/h (503 mph do 528 mph)                   | 810 do 850 km/h (503 mph do 528 mph)               | 810 do 850 km/h (503 mph do 528 mph)               | 810 do 850 km/h (503 mph do 528 mph)               |
| Maks. hitrost             | 900 km/h (560 mph)                                     | 900 km/h (560 mph)                                     | 900 km/h (560 mph)                                 | 900 km/h (560 mph)                                 | 900 km/h (560 mph)                                 |
| Dolet                     | 4.300 km (2.700 mi)                                    | 4.500 km (2.800 mi)                                    | 5.650 km (3.510 mi)                                | 6.500 km (4.000 mi)                                | 4.800 km (3.000 mi)                                |
| Kapaciteta goriva         | 41.000 L (9.000 imp gal; 11.000 US gal)                | 41.000 L (9.000 imp gal; 11.000 US gal)                | 44.600 L (9.800 imp gal; 11.800 US gal)            | 45.000 L (9.900 imp gal; 12.000 US gal)            | 35.700 kg (78.700 lb)                              |
| Motorji (x 2)             | Aviadvigatel PS-90A                                    | Rolls-Royce RB211-535E4                                | Aviadvigatel PS-90A                                | Aviadvigatel PS-90A                                | Aviadvigatel PS-90A2                               |
| Potisk motorjev (x 2)     | 157 kN 16,000 Kgf; 35,274 lbf                          | 186.3 kN 19,000 Kgf; 41,887 lbf                        | 158.2 kN 16,140 Kgf; 35,582 lbf                    | 158.2 kN 16,140 Kgf; 35,582 lbf                    | 157 kN 16,000 Kgf; 35,274 lbf                      |